# أفيم سيلا
أفيم سيلا (بالعبرية: אביאם סלע‏) (مواليد 7 يناير 1946) هو عقيد سابق في سلاح الجو الإسرائيلي وجاسوس إسرائيلي.

## مكان ميلاده
ولد أفيم سيلا (سليبيوسيكي في الأصل) عام 1946 بمدينة حيفا في عهد الانتداب البريطاني على فلسطين.

## العمل والتعليم
درس في مدرسة ريالي العبرية، وبدأ خدمته الوطنية في جيش الاحتلال الإسرائيلي في عام 1963، وانضم إلى سلاح الجو الإسرائيلي كطيار مقاتل، وفي عام 1967، قاتل في حرب الأيام الستة مع سرب 109، حيث كان من أوائل الطيارين الإسرائيليين الذين قادوا طائرات إف-4 فانتوم، وكان أيضًا أحد مؤسسي السرب 69، حارب في حرب الاستنزاف 1967-1970، وشارك في عملية بريحا (يناير-أبريل 1970) وعملية ريمون 20 (يوليو 1970)، وأدى اندلاع حرب أكتوبر في عام 1973 إلى عودة سيلا من الولايات المتحدة التي كان فيها لإتمام دورة مهنية، وعاد إلى إسرائيل وقاتل في الحرب كنائب لقائد السرب 69، في المجموع، أسقط خمس طائرات معادية أثناء خدمته.
بين عامي 1976 و 1979 تولى قيادة السرب 201،  وبين 1980 و 1983 شغل منصب مدير العمليات في القوات الجوية الإسرائيلية، وقاد عملية الأوبرا وهي الضربة الجوية ضد مفاعل أوزيراك النووي العراقي في عام 1981، وكان ضابطًا آمرًا في عملية مول الكريكيت 19 (معركة سهل البقاع) خلال حرب لبنان عام 1982.
شارك سيلا في حرب لبنان عام 1982 وشارك في معركة سهل البقاع، بعد ذلك حصل على تفرغ للدراسة في الولايات المتحدة، وحصل على درجة الماجستير في علوم الكمبيوتر من جامعة نيويورك. وأثناء دراسته للحصول على الدكتوراه، قام سيلا بتجنيد جوناثان بولارد للتجسس لصالح إسرائيل، وبولارد كان من أهم جواسيس إسرائيل حيث أنه أتاح للإسرائيليين معلومات سرية أمريكية عن جيوش عربية، وقد أُلقي القبض على بولارد في عام 1985 وأقر بأنه مذنب في تهم التجسس في عام 1987. فر سيلا من الولايات المتحدة وعاد إلى إسرائيل فور اعتقال بولارد.
يحمل سيلا شهادة في الاقتصاد من الجامعة العبرية في القدس ودرجة الماجستير في الإدارة من جامعة تل أبيب. وقد تخرج بدرجة الماجستير في علوم الكمبيوتر من جامعة نيويورك، وتوقفت دراسته للدكتوراه عند هروبه، وتابعها في كلية الإدارة في جامعة تل أبيب، قام رسالة الدكتوراه الخاصة به تحت إشراف البروفيسور نيف أهيتوف، وهي تحمل عنوان «تقدير المعلومات المتصورة وقيمة المعلومات الحقيقية لأنظمة دعم القرار في الظروف البيئية ضيقة الوقت».
وحصل العاملون الإسرائيليون مع بولارد على حصانة من الملاحقة القضائية في الولايات المتحدة مقابل تعاونهم مع التحقيقات بعد اعتقال بولارد، لكن دور سيلا لم يكن معروفًا في ذلك الوقت ولم يكن الإسرائيليون مستعدين لتوريطه بالقضية، لهذا السبب لم يتم منح سيلا حصانة من قبل الولايات المتحدة عندما تم الكشف عن دوره، ثم رفضت إسرائيل تسليم سيلا للاستجواب، وفي مارس 1987 وجهت هيئة محلفين فيدرالية لائحة اتهام ضد سيلا غيابيًا لثلاث تهم بالتجسس، مع أقصى عقوبة بالسجن مدى الحياة وغرامة قدرها 500,000 دولار.
خلال الفترة التي قضاها في سلاح الجو الاسرائيلي، اُعتبر سيلا ضابطًا واعدًا بشكل خاص، وقد وصفه البعض بأنه قائد القوات الجوية المستقبلي، شغل منصب قائد قاعدة رامون، ثم تمت ترقية سيلا إلى رتبة عميد وتوليه قيادة قاعدة تل نوف الجوية، وبعد خمسة أسابيع رد الكونغرس الأمريكي بالتهديد بقطع المساعدات العسكرية عن إسرائيل، وصدرت تعليمات للمسؤولين الأمريكيين في إسرائيل بعدم الاتصال بسيلا أو القاعدة الجوية طالما هو قائد فيها. ورفضت إسرائيل إعفائه من مهامه، مما خلق توترات، ثم استقال سيلا  لنزع فتيل التوترات بين الولايات المتحدة وإسرائيل،  واضطر للتقاعد من سلاح الجو برتبة عقيد بعد عامين عمل خلالها في كلية الأمن القومي (بالعبرية: המכללה לביטחון לאומי).
في عام 1990 أسس شركة تدعى "Sibm" لتكنولوجيا المعلومات والتي عملت كشركة استشارات إدارية في مجال نظم المعلومات، وفي سبتمبر 2003 باع شركته - التي كان يعمل بها 40 موظفًا - لشركة Matrix ID Ltd وأصبح مديرًا للاستشارات الإستراتيجية في قسم الأمن في Matrix. من 2005 إلى 2006، شغل منصب رئيس معهد آدم ميلو في القدس، كما أصبح شريكًا تجاريًا لشركة Alexander Beer، وهي مصنع جعة يقع في منطقة عميك حفير الصناعية.

## حياته الشخصية
سيلا متزوج من يهوديت وهي محامية وله ثلاثة أطفال.